# Audi Coupé B3
Das Audi Coupé (Typ 89) ist ein Sportcoupé basierend auf dem Audi 80 B3 (ebenfalls Typ 89), das von Herbst 1988 bis Ende 1996 hergestellt wurde. Fälschlicherweise wird das Coupé oftmals als „Audi 80 Coupé“ oder B3 bzw. B4 Coupé bezeichnet.

## Modellgeschichte

### Allgemeines
Die zweite Serie des Audi Coupé basiert auf dem im August 1986 vorgestellten Audi 80 B3 (Typ 89), war jedoch im Gegensatz zur ersten Serie eine komplett eigenständige Entwicklung mit optischen Parallelen zum Audi 80 und insbesondere zur stärker motorisierten Variante Audi 90. Ziel war es, die Konzepte der aerodynamischen und raumoptimierten Audi 100 C3 auch auf das Coupé zu übertragen, weshalb eine weniger kantige Karosserie mit mehr Innenraum und höherer Alltagstauglichkeit entwickelt wurde. Das Design lehnte sich an einen Prototyp von 1983 für eine mögliche Kombivariante des Audi 80 B3 an, mit geneigtem Heckfenster und Dachmontanten – ein Stilmerkmal, das bei der Audi 100 Avant bereits umgesetzt wurde. Diese Kombiversion blieb jedoch ein Prototyp, während die Coupé-Version als zweitüriges Fahrzeug mit großem, am Dach angeschlagenem Portellon umgesetzt wurde, das den Zugang zum 359 Liter fassenden Gepäckraum erleichterte (gegenüber 370 Liter beim Vorgänger).
Das Schrägheck mit umklappbaren Rücksitzlehnen und einer Ladekante oberhalb der Heckleuchten sorgte für hohe Karosseriesteifigkeit, die später die Basis für das erste Audi Cabrio bildete. Die Karosserie war etwas kürzer (4.366 mm, 54 mm weniger als der Vorgänger), dafür aber breiter und höher, mit einer hohen Gürtellinie und kleineren Seitenfenstern, was Robustheit vermittelte. Abgerundete Kanten und die Abstammung von der Audi 90 waren an Front und Heck erkennbar: Die Front zeigte eine schwarze Gittermaske zwischen zwei horizontalen Linien mit rechteckigen Scheinwerfern, das Heck eine durchgehende rote Kunststoffleiste mit rechteckigen Rückleuchten – ein Designmerkmal, das die Audi 80 nicht aufwies.
Im Innenraum orientierte sich das Coupé am Audi 90, ergänzt um Zusatzinstrumente wie Amperemeter sowie Öl-Druck- und -Temperaturanzeige in der unteren Mittelkonsole, deren Position jedoch wegen schlechter Ablesbarkeit kritisiert wurde. Der Innenraum bot mit Vier-Speichen-Lenkrad, drei rechteckigen Lüftungsdüsen und hochwertigen Materialien (z. B. Holzeinlagen in Topversionen) eine elegante Atmosphäre. Der Fond war für zwei Personen komfortabel, der Zugang jedoch durch die zwei Türen erschwert. Das klappbare Rücksitzbank erhöhte die Ladekapazität des kompakten Gepäckraums.

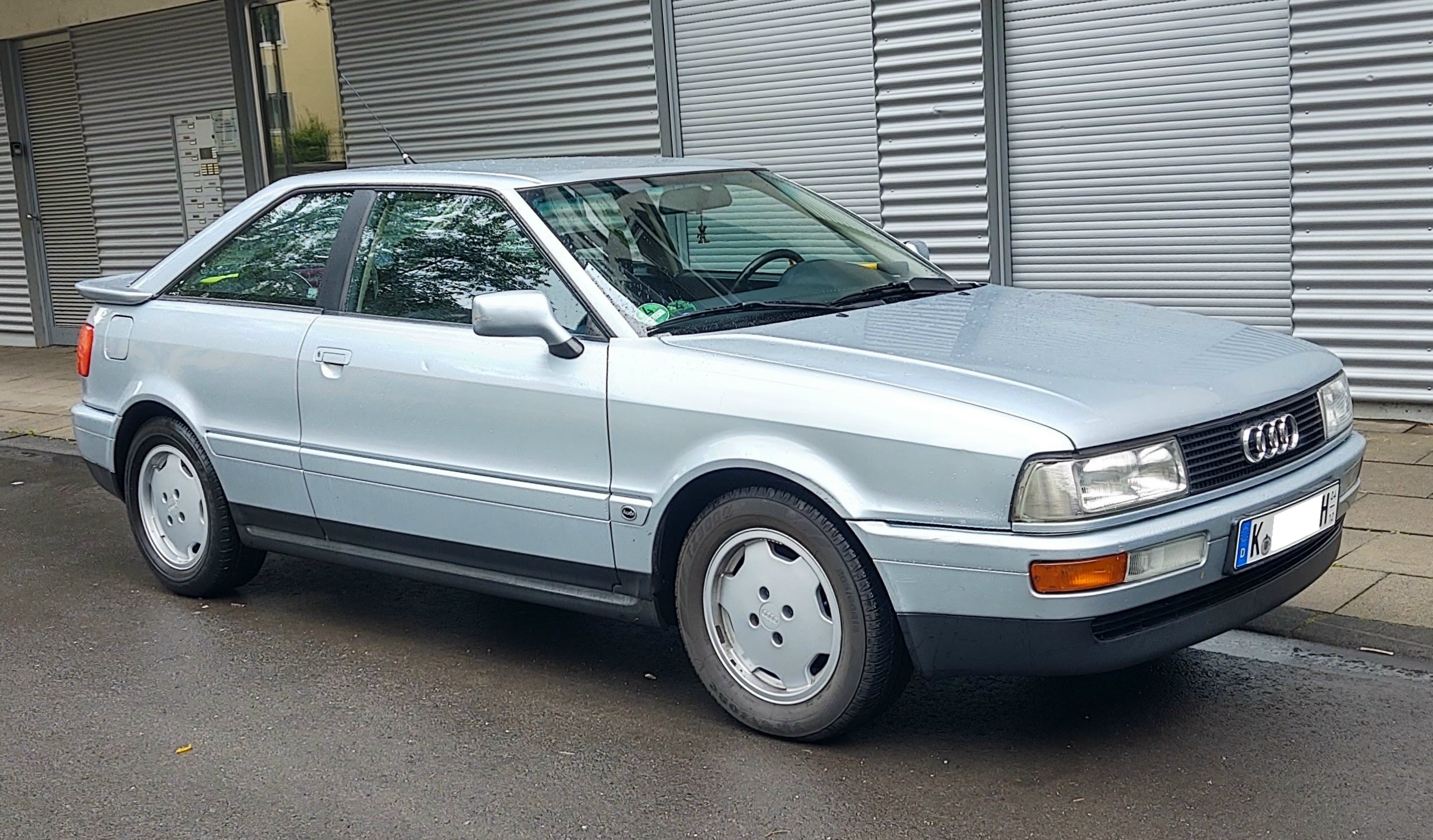
Audi Coupé (1989–1991)
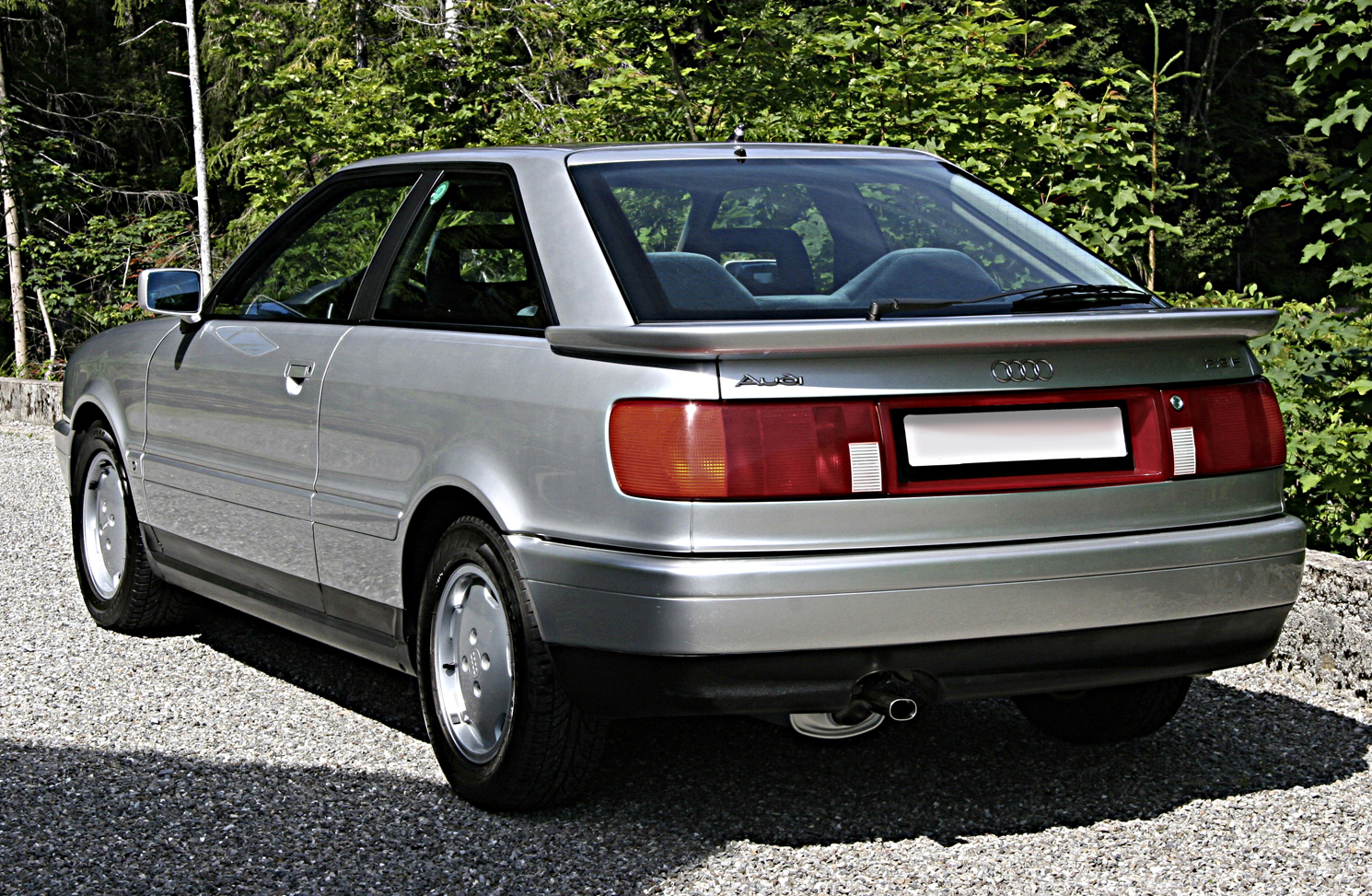
Audi Coupé (1989–1991), Heckansicht
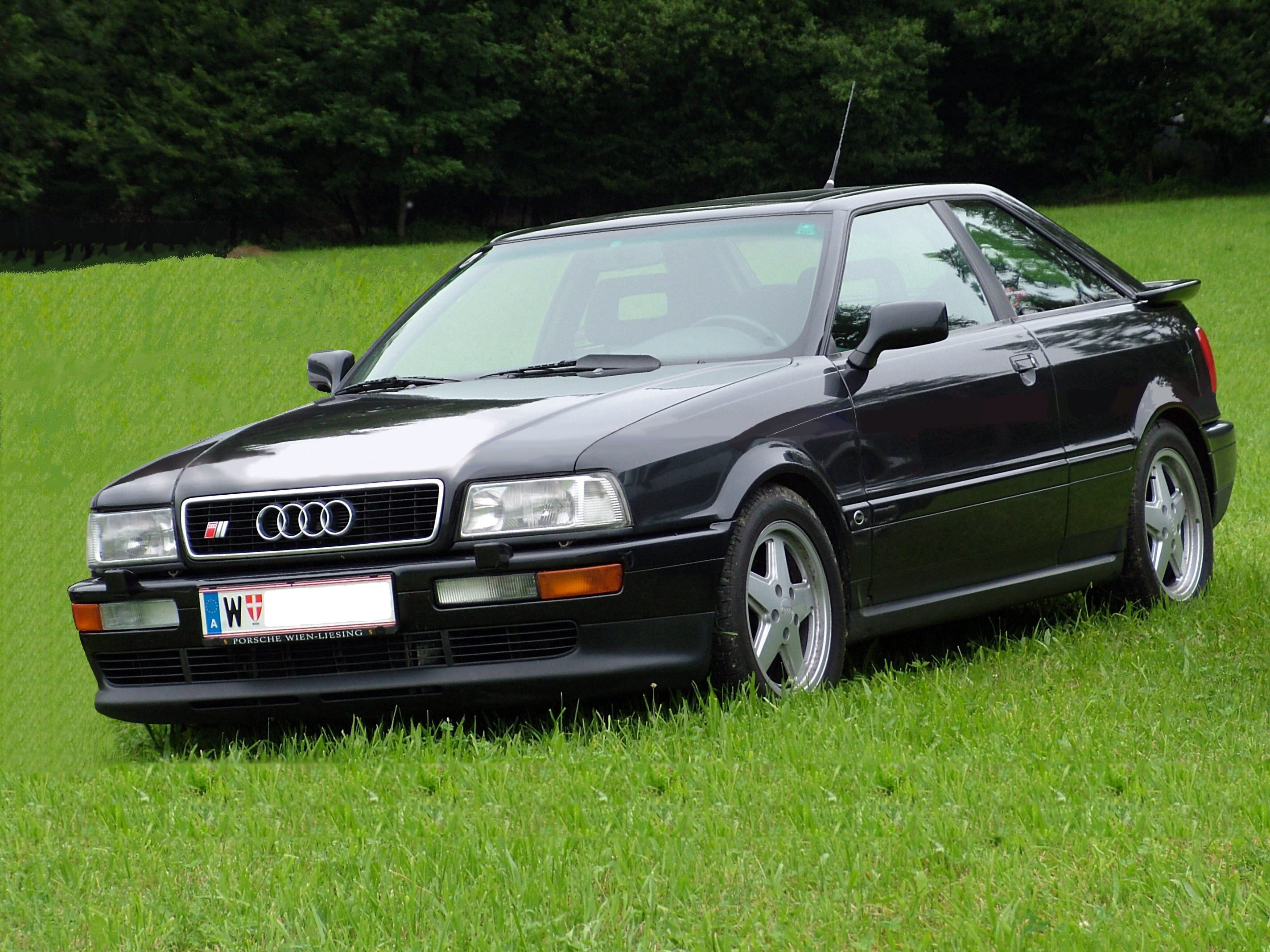
Audi S2 Coupé (1990–1996)
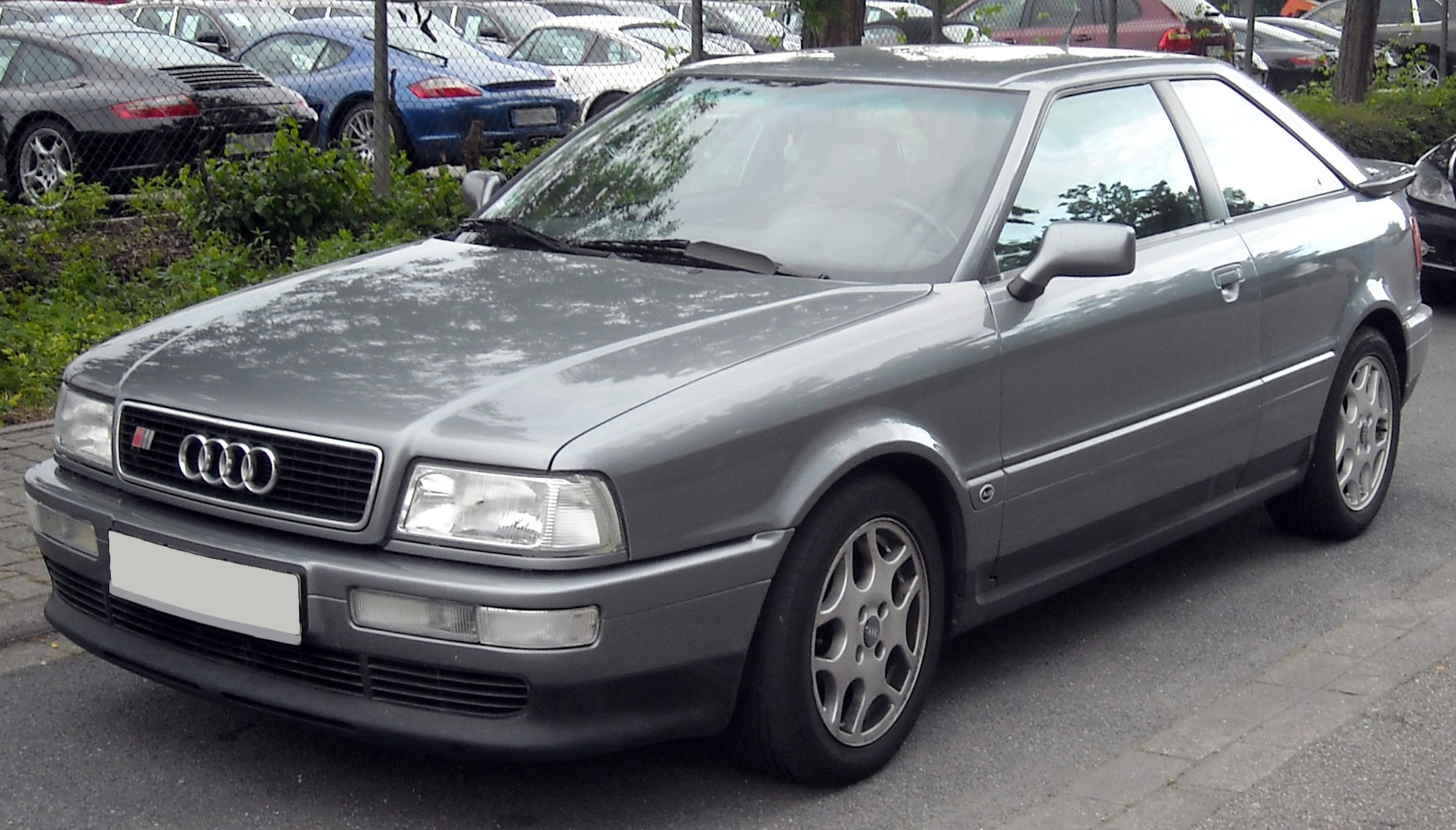
Audi Coupé (1991–1996)
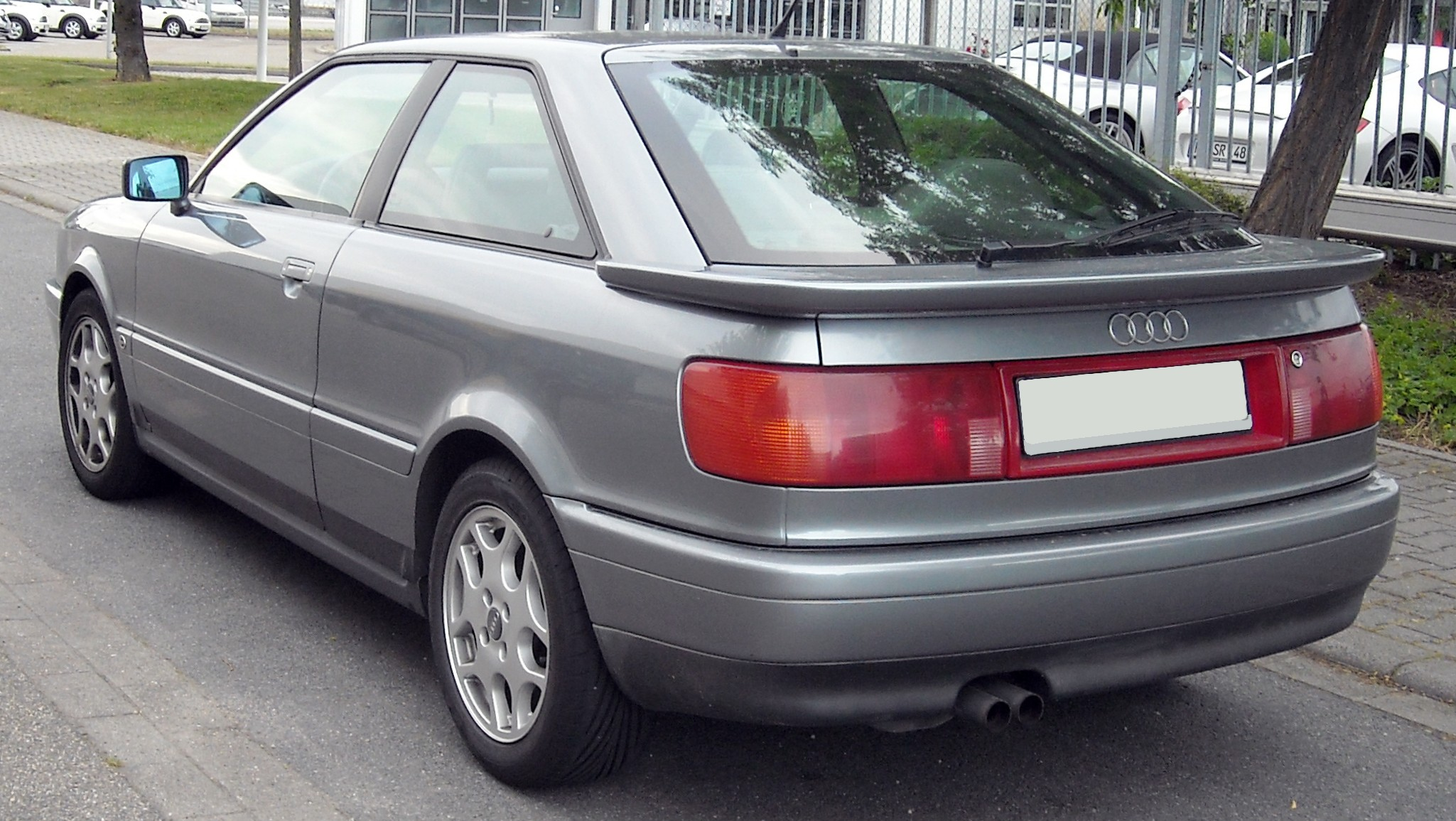
Heckansicht
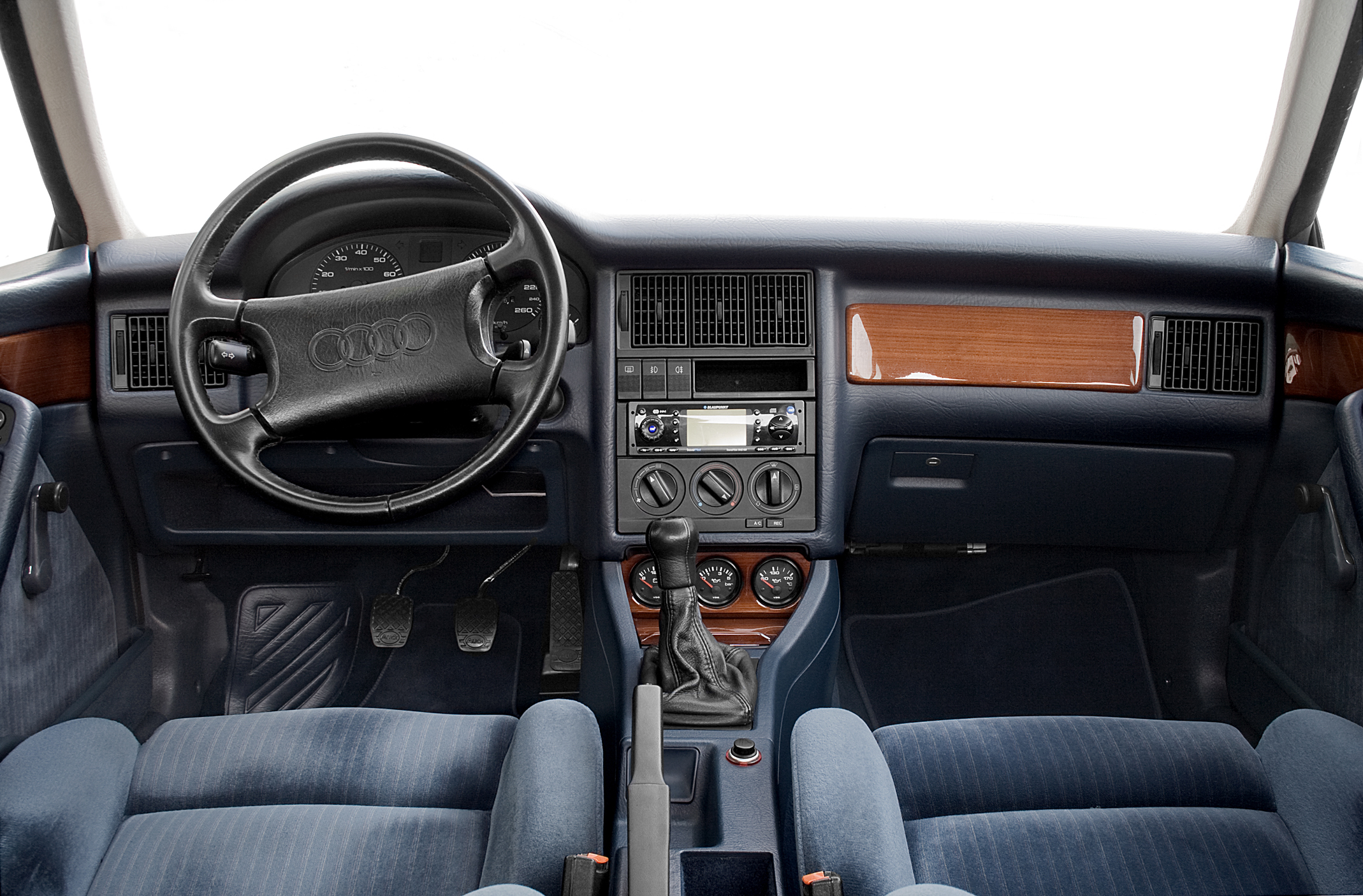
Innenraum (Nautic Suisse)

### Modellpflege
Im Juli 1991 wurde das Coupé einem Facelift unterzogen. Die Fahrzeugfront, ursprünglich vom Audi 80 B3 übernommen, wurde an die des im Herbst 1991 eingeführten Audi 80 B4 angepasst, inklusive der in die Motorhaube integrierten Kühlermaske. Gleichzeitig wurde das Motorenangebot überarbeitet: Der Fünfzylindermotor mit 20 Ventilen entfiel, stattdessen kam der bereits 1990 im Audi 100 C4 eingeführte 2,8-Liter-Sechszylindermotor zum Einsatz. Im Juli 1994 wurde der 2,3-Liter-Fünfzylinder durch den seit August 1992 verfügbaren 2,6-Liter-Sechszylinder ersetzt, der mit 17 PS Mehrleistung den Übergang erleichtern sollte. Nur der 20V-Turbo-Fünfzylinder im S2 blieb bis Produktionsende 1996 erhalten.

### Überblick
- 10.1988: Vorstellung des zweiten Audi Coupé mit 2.3E und den 20V-Motoren, wobei der 2.0 20V nicht für den deutschen Markt bestimmt ist, da dieser ohne Katalysator ausgeliefert wird.[3]
- 09.1990: Einführung des S2, schon mit der Optik der späteren Audi-80-B4-Baureihe (in Motorhaube integrierte Kühlermaske etc.).
- 07.1991: Facelift für das Coupé. Die Optik wird vom S2 übernommen, allerdings ohne dessen Stoßfänger, der erst zum Modelljahr 1993 kam.
- 09.1991: Einführung des 2,8-l-V6-Motors.
- 08.1992: Einführung des 2,6-l-V6-Motors.
- 12.1996: Die Produktion des Audi Coupé wird eingestellt.

### Modellbezeichnung
- Audi Coupé 1.8  (nur Export)
- Audi Coupé 2.0E
- Audi Coupé 2.2E (nur Export)
- Audi Coupé 2.3E
- Audi Coupé 2.6E
- Audi Coupé 2.8E
- Audi Coupé 16V
- Audi Coupé 20V
- Audi Coupé S2

## Motoren/Fahrleistungen
| Modell             | Motorkenn- buchstaben | Motorbauart   | Hubraum  | max. Leistung                | max. Drehmoment     | Höchstgeschwindigkeit | Beschleunigung 0–100 km/h | Bauzeit         |
| ------------------ | --------------------- | ------------- | -------- | ---------------------------- | ------------------- | --------------------- | ------------------------- | --------------- |
| Coupé 2.0 E        | AAD/ABK               | Vierzylinder  | 1984 cm³ | 85 kW (115 PS) bei 5400/min  | 165 Nm bei 3200/min | 196 km/h (190 km/h)   | 10,9 s                    | 05/1989–12/1996 |
| Coupé 2.0 E        | 3A                    | Vierzylinder  | 1984 cm³ | 83 kW (113 PS)               |                     | 196 km/h (190 km/h)   | 10,9 s                    | 05/1989–03/1990 |
| Coupé 2.3 E (1)    | NG (3)                | Fünfzylinder  | 2309 cm³ | 100 kW (136 PS)              |                     | 206 km/h (200 km/h)   | 9,2 s                     | 10/1988–07/1994 |
| Coupé 2.3 E (1)    | NG (3)                | Fünfzylinder  | 2309 cm³ | 98 kW (133 PS) bei 5500/min  | 189 Nm bei 4000/min | 206 km/h (200 km/h)   | 9,2 s                     | 03/1990–12/1996 |
| Coupé 16V          | ACE                   | Vierzylinder  | 1984 cm³ | 103 kW (140 PS)              |                     | 208 km/h              | 9,4 s                     | 08/1992–12/1996 |
| Coupé 2.6 E (1)    | ABC                   | Sechszylinder | 2598 cm³ | 110 kW (150 PS) bei 5750/min | 225 Nm bei 3500/min | 215 km/h (210 km/h)   | 9,3 s                     | 08/1992–12/1995 |
| Coupé 20V (1)      | NM                    | Fünfzylinder  | 1994 cm³ | 117 kW (160 PS)              |                     | 215 km/h              | 8,9 s                     | 08/1989–07/1991 |
| Coupé 20V (1)      | 7A (2) (3)            | Fünfzylinder  | 2309 cm³ | 125 kW (170 PS)              |                     | 220 km/h              | 8,6 s                     | 10/1988–07/1991 |
| Coupé 20V (1)      | 7A (2) (3)            | Fünfzylinder  | 2309 cm³ | 123 kW (167 PS)              |                     | 220 km/h              | 8,6 s                     | 05/1990–12/1992 |
| Coupé 2.8 E (1)    | AAH (2)               | Sechszylinder | 2771 cm³ | 128 kW (174 PS) bei 5600/min | 245 Nm bei 3000/min | 222 km/h (220 km/h)   | 8,0 s                     | 03/1990–12/1995 |
| Coupé S2 (quattro) | 3B                    | Fünfzylinder  | 2226 cm³ | 162 kW (220 PS)              | 309 Nm bei 1950/min | 248 km/h              | 6,1 s                     | 09/1990–09/1992 |
| Coupé S2 (quattro) | ABY                   | Fünfzylinder  | 2226 cm³ | 169 kW (230 PS) bei 5900/min | 350 Nm bei 1950/min | 248 km/h              | 5,9 s                     | 10/1992–12/1995 |

- Höchstgeschwindigkeit mit Automatik in ( ).

### Antrieb
- Das Audi Coupé wurde mit Frontantrieb und Fünfganggetriebe ausgestattet, optional waren die Modelle 2.0E, 2.3E, 2.3 20V und 2.8E mit Viergang-Automatik (2.0E mit 3A/AAD-Motor nur drei Gänge), oder die Modelle 2.3E, 16V, 20V, 2.6E, 2.8E mit Allradantrieb quattro erhältlich.
- Das Coupe S2 wurde nur mit Allradantrieb angeboten, wobei das Modell mit ABY-Motor ein Sechsganggetriebe hat, das aber im letzten Gang nicht länger übersetzt ist als das Fünfganggetriebe des 3B.